# Trinitodexia trichops
Trinitodexia trichops är en tvåvingeart som beskrevs av Townsend 1935. Trinitodexia trichops ingår i släktet Trinitodexia och familjen parasitflugor. Inga underarter finns listade i Catalogue of Life.